# Quarta Repubblica (Brasile)
La Quarta Repubblica, detta anche "Repubblica del 46" o "Repubblica Populista", è stato il periodo della storia brasiliana tra il 1946 e il 1964. Questo periodo è stato caratterizzato da presidenze spesso poco stabili di Eurico Gaspar Dutra, Getúlio Vargas, João Café Filho, Juscelino Kubitschek, Jânio Quadros e João Goulart.

## Fine dell'Estado Novo
Al termine della seconda guerra mondiale, nella quale il Brasile era entrato nel 1942 schierandosi con gli Alleati, il presidente Getúlio Vargas diede inizio ad una limitata apertura del proprio regime, l'Estado Novo. Tra le misure prese, Vargas decretò un'amnistia ai prigionieri politici, compreso il capo del Partito Comunista, Luís Carlos Prestes. Venne inoltre introdotta una nuova legge elettorale e venne permesso ai partiti politici di fare campagna elettorale. Tre partiti politici fecero il loro ingresso nella scena politica nazionale. I partiti liberali e di destra dell'opposizione contro Vargas crearono l'Unione Nazionale Democratica. I burocrati e i sostenitori dell'Estado Novo si raggrupparono nel Partito Social Democratico. Vargas creò anche il Partito Laburista brasiliano, a sinistra, per raggruppare i sindacati e il ceto operaio. Il Partito Comunista Brasiliano, sia pur indebolito durante la dittatura, venne legalizzato.
In questo contesto maturò la decisione da parte di vari esponenti delle forze armate e delle elite brasiliane di deporre Vargas. In un golpe incruento, realizzato il 29 ottobre del 1945, Vargas venne deposto e costretto a ritirarsi nella città natale di São Borja. Tra gli artefici del golpe troviamo figure quali il ministro della Guerra Pedro Aurélio de Góis Monteiro ed il generale Eurico Gaspar Dutra. Il presidente del Tribunale federale supremo, José Linhares, fu inaugurato come presidente del Brasile. Linhares garantiva elezioni libere e regolari, che si svolsero il 2 dicembre del 1945. Le votazioni riguardatono simultaneamente l'elezione del presidente della Repubblica e i membri del Congresso nazionale del Brasile.
Il generale Eurico Gaspar Dutra fu eletto presidente e prestò servizio dal 1946 al 1951. Vargas tornò in politica nel 1950 vincendo le elezioni presidenziali come candidato del Partito laburista brasiliano (Partido Trabalhista Brasileiro), insediandosi il 31 gennaio 1951.

## Dutra e Vargas
Il 18 settembre 1946, con Dutra in carica, la quinta costituzione del Brasile fu adattata, segnando il ritorno del paese al governo democratico. Nello stesso anno, il governo creò il Serviço Social da Indústria (SESI) e il Serviço Social do Comércio (SESC) e l'Estado-Maior Geral, il futuro Estado-Maior das Forças Armadas (EMFA).
Nel 1946, Dutra ordinò la chiusura dei casinò e proibì il "gioco d'azzardo" nel paese. Nel 1947, nominò Osvaldo Aranha come rappresentante del Brasile presso le Nazioni Unite (ONU); mise al bando il Partito Comunista Brasiliano; pose fine alle relazioni diplomatiche con l'Unione Sovietica (URSS). Tra il 15 agosto ed il 2 settembre del 1947 si svolsero a Petrópolis i lavori della Conferenza interamericana di mantenimento della pace e sicurezza del continente, a cui partecipò il presidente degli Stati Uniti, Harry Truman; in questa circostanza venne inoltre apporvato il Trattato interamericano di assistenza reciproca. Nell'ottobre 1948 il suo governo istituì l'Escola Superior de Guerra (ESG), con il sostegno americano. Relazioni più strette con gli americani furono confermate dalla formazione della Commissione mista Brasile-Stati Uniti, nota come Abbink Mission, guidata da John Abbink e dal ministro Otávio Gouveia de Bulhões.
La strategia di sviluppo del governo includeva il Plano SALTE, che poneva l'accento su salute, alimentazione, trasporti ed energia. Proposto nel 1947, mirava a una migliore gestione della spesa pubblica e degli investimenti nei settori chiave del paese, ma iniziò a ricevere finanziamenti dal bilancio solo nel 1949, per essere abbandonato nel 1951. Durante questo periodo la crescita economica del paese in termini di prodotto interno lordo (PIL) fu pubblicata regolarmente per la prima volta. La crescita media annua dell'economia brasiliana durante l'amministrazione Dutra fu del 7,6%.
Nel 1950, il Brasile ospitò la Coppa del Mondo FIFA 1950 per la quale fu costruito il famoso stadio Maracanã.
Durante il governo di Dutra fu avviata la costruzione della centrale idroelettrica di Paulo Afonso, Bahia, e dell'autostrada Presidente Dutra (Rodovia Presidente Dutra o BR-116) che collega Rio a San Paolo. Nel 1950, Vargas tornò alla politica nazionale e fu eletto presidente. L'amministrazione Vargas venne ostacolata da una crisi economica, dall'opposizione del Congresso e dall'impazienza tra i suoi sostenitori. Fu annunciato un ambizioso piano di industrializzazione e perseguimento di una politica di nazionalizzazione delle risorse naturali del Paese. Per ridurre la dipendenza dall'estero, fu fondata la compagnia petrolifera statale brasiliana, Petrobras.
Nel 1954, Vargas dovette affrontare l'opposizione dell'UDN e dei militari. L'omicidio del maggiore Rubens Florentino Vaz, collaboratore del direttore del giornale dell'opposizione Carlos Lacerda, da parte di alcune guardie del corpo del presidente, noto come il attentato di Rua Tonelero, provocò una reazione contro Vargas. I generali dell'esercito ne chiesero le dimissioni.
Dopo aver fallito nel negoziare un congedo temporaneo, Vargas dichiarò che "avrebbe lasciato solo il palazzo presidenziale da morto". Riconoscendo che le possibilità che gli succedesse un governo democratico non esistessero e che un altro colpo di stato militare fosse in arrivo, con risultati probabilmente peggiori di quello degli anni '50, Vargas mantenne la sua parola e si sparò al cuore il 24 agosto 1954, dopo aver scritto una lettera in cui incolpava gruppi internazionali e gruppi nazionali ribelli per la situazione attuale.
I risultati furono immediati: i giornali dell'opposizione vennero distrutti, la gente scese in piazza e in un'ultima dimostrazione di forza politica e popolarità, Vargas probabilmente rinviò di 10 anni il sorgere di una dittatura militare.

## Collasso del Populismo Brasiliano
La dittatura populista in continua evoluzione di Vargas contribuì a tenere a freno gli oligarchi agrari, aprendo la strada alla democratizzazione degli anni '50 e '60 che si concluse con il colpo di stato militare del 1964. Lo Stato tuttavia manteneva ancora una variazione libera del populismo e nazionalismo economico di Getúlio Vargas. Tra il 1930 e il 1964, mentre lo stesso populismo brasiliano guidava i cambiamenti nella struttura dell'economia brasiliana (le politiche di Vargas promuovevano indiscutibilmente la crescita industriale), Vargas e i suoi successori furono costretti a cambiare la composizione di particolari tipi di alleanze di classe riconciliati dallo Stato.
Dopo il suicidio di Vargas nel 1954, in attesa di un colpo di stato militare apparentemente inevitabile, la base di appoggio al populismo brasiliano iniziò a deteriorarsi. La prima espulsione di Vargas dal 1945 al 1951 e il suo suicidio dimostrarono che il populismo brasiliano si era deteriorato da tempo. Il populismo brasiliano è rimasto per un altro decennio, ma in forme nuove. Se il corporativismo era il segno distintivo degli anni '30 e '40, il nazionalismo e lo sviluppo hanno caratterizzato gli anni '50 e l'inizio degli anni '60. Ognuno di questi ha contribuito alla crisi che ha attanagliato il Brasile e ha portato al regime autoritario dopo il 1964.
Così, mentre il contesto storico cambiava, così ha fatto l'ideologia del populismo brasiliano. Tra il 1934 e il 1945, il populismo brasiliano è stato un fenomeno sorprendentemente reazionario, che mostra notevoli parallelismi con il fascismo europeo. Al contrario, sotto la presidenza di João Goulart (1961-1964), un protetto di Getúlio Vargas e un altro gaúcho del Rio Grande do Sul, la vicinanza del governo alla classe operaia e contadina storicamente diseredata e persino al Partito Comunista guidato da Luís Carlos Prestes è stata altrettanto straordinaria. Goulart sembrava aver cooptato il movimento comunista in un modo che ricordava la cooptazione degli integralisti da parte di Vargas poco prima della sua cacciata dalle forze reazionarie. Alla fine, la giunta del 1964 e la conseguente dittatura militare hanno dimostrato che le forze dell'establishment che introdussero il mentore di Goulart al potere in primo luogo, e la borghesia che Vargas contribuì a far crescere, trovarono intollerabile la svolta a sinistra del populismo brasiliano, portando alla creazione della Quinta Repubblica Brasiliana.